# Jan Ericson (ishockeyspelare)
Jan Ericson, född 2 september 1962 i Danderyd, är en svensk före detta ishockeytränare och professionell ishockeyspelare.